# Ocyptamus philodice
Ocyptamus philodice är en tvåvingeart som först beskrevs av Hull 1950.  Ocyptamus philodice ingår i släktet Ocyptamus och familjen blomflugor.
Artens utbredningsområde är Peru. Inga underarter finns listade i Catalogue of Life.